# Distretto di Smila
Il distretto di Smila' (in ucraino Смілянський район?) era un distretto (rajon) dell'Ucraina, situato nell'oblast' di Čerkasy. Il suo capoluogo era Smila. È stato soppresso con la riforma amministrativa del 2020.